# Província de Slesvig-Holstein
La Província de Slesvig-Holstein (Provinz Schleswig-Holstein) va ser una província del Regne de Prússia i de l'Estat Lliure de Prússia de 1868 a 1946. La capital va ser Kiel de 1866 a 1879 i de 1917 a 1946, i Slesvig de 1879 a 1917.

## Història
Va ser creada a partir dels ducats de Slesvig i Holstein, que havien estat conquerits per part de Prússia i l'Imperi austríac a Dinamarca durant la Guerra dels Ducats de l'any 1864. Després de la Guerra Austroprussiana de 1866, que va acabar amb la derrota austríaca, Slesvig i Holstein van ser annexats per Prússia. La província va ser creada el 1868 i també va incloure el Ducat de Lauenburg des de 1876.
Després de la derrota de l'Imperi alemany a la Primera Guerra Mundial, els poders aliats van organitzar dos plebiscits al nord i al centre de Slesvig el 10 de febrer i el 14 de març de 1920, respectivament. Al nord de Slesvig, un 75% va votar a favor de la reunificació amb Dinamarca i el 25% per quedar-se amb Alemanya. A Slesvig central, la situació es va invertir amb un 80% de votació per Alemanya i un 20% per Dinamarca. No es va votar el terç meridional de Slesvig, ja que es considerava que gairebé tots els habitants votarien per romandre a Alemanya.
El 15 de juny de 1920, Slesvig septentrional es va reunir oficialment amb Dinamarca (Comtat de Jutlàndia Meridional). La resta de Slesvig es va mantenir com a part de Slesvig-Holstein, ara província de l'Estat Lliure de Prússia.
Amb la Llei del Gran Hamburg de 1937, la ciutat hanseàtica de Lübeck i l'enclavament de Lübeck que pertanyia a Oldenburg es van incorporar a la província de Slesvig-Holstein, mentre que un nombre de municipis pròxims a Hamburg, entre ells els districtes de la ciutat d'Altona i Wandsbek es van incorporar a la ciutat d'Hamburg. Aquest, com a contrapartida, va cedir els seus exclavaments de Geesthacht i Großhansdorf a Slesvig-Holstein.
Després de la Segona Guerra Mundial, Slesvig-Holstein va quedar a la zona d'ocupació britànica, encara que alguns municipis de la província, a l'est de Ratzeburg es van intercanviar per municipis de Mecklenburg de la zona d'ocupació soviètica (Acord Liasxenko-Barber). La secció ocupada pels britànics es va convertir en el nou estat alemany de Slesvig-Holstein, el 23 de 1946 d'agost, i es va unir a la República Federal d'Alemanya 23 de maig de 1949.

## Divisió administrativa

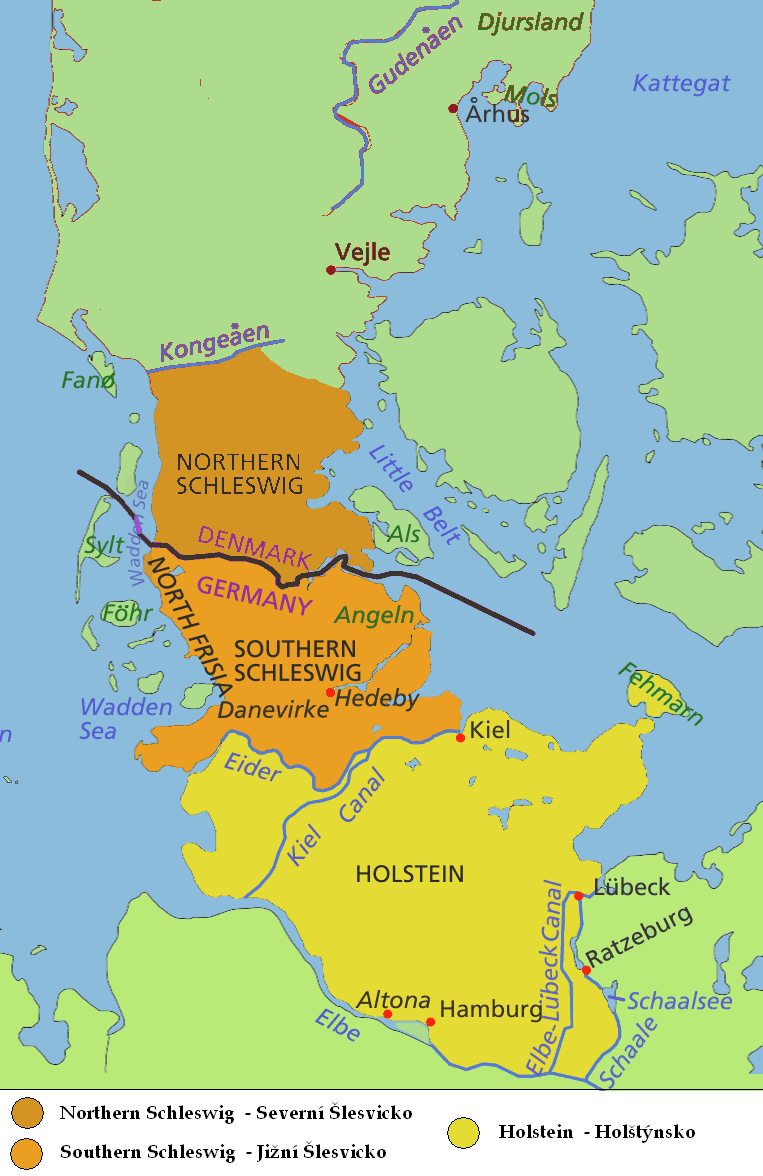
Divisió de la província al 1920

A partir de l'1 d'octubre de 1868 només hi havia una regió administrativa: (Slesvig).
Slesvig
- Districtes urbans (Stadtkreise)

1. Flensburg (des de 1889, separat del districte de Flensburg)

- Districtes rurals (Landkreise)

1. Districte d'Apenrade (fins al 1920)
2. Districte d'Eckernförde
3. Districte d'Eiderstedt (entre 1932 i 1933 es va fusionar amb el districte de Husum)
4. Districte de Flensburg
5. Districte de Hadersleben (fins al 1920)
6. Districte de Husum (entre 1932 i 1933 es va fusionar amb el districte d'Eiderstedt)
7. Districte de Husum-Eiderstedt 1932–1933
8. Districte de Schleswig
9. Districte de Sonderburg (fins al 1920)
10. Districte de Südtondern (fins al 1920)
11. Districte de Tondern (fins al 1920)

Holstein
- Districtes urbans (Stadtkreise)

1. Altona (a partir del 1937 part de la ciutat d'Hamburg)
2. Kiel (des de 1883, separat del districte de Kiel)
3. Lübeck (incorporat al 1937)
4. Neumünster (des de 1901, separat del districte de Kiel)
5. Wandsbek (des del 1901, separat del districte de Stormarn; a partir del 1937 part de la ciutat d'Hamburg)

- Districtes rurals (Landkreise)

1. Districte de Bordesholm (1907–1932; abans del districte de Kiel, després distribució d'àrea als districtes Rendsburg, Segeberg i Plön)
2. Districte de Dithmarschen (1932–1933)
3. Districte d'Eutin (des del 1937, anteriorment enclavament d'Oldenburg)
4. Districte de Helgoland (1922–1932; abans del districte de Süderdithmarschen, després del districte de Pinneberg)
5. Districte de Herzogtum Lauenburg (des de 1876)
6. Districte de Kiel (fins al 1907, després del districte de Bordesholm)
7. Districte de Norderdithmarschen (entre 1932 i 1933 es va fusionar amb el districte de Süderdithmarschen)
8. Districte d'Oldenburg in Holstein
9. Districte de Pinneberg
10. Districte de Plön
11. Districte de Rendsburg
12. Districte de Segeberg
13. Districte de Steinburg
14. Districte de Stormarn
15. Districte de Süderdithmarschen (entre 1932 i 1933 es va fusionar amb el districte de Norderdithmarschen)